# Jarosław Baranowski
Jarosław Baranowski (ur. 10 lipca 1906 w Temerowcach, zm. 11 maja 1943 we Lwowie) – członek władz Ukraińskiej Organizacji Wojskowej, a następnie Organizacji Ukraińskich Nacjonalistów. Brat młodszy Romana Baranowskiego.
Jego ojciec, ksiądz greckokatolicki Wołodymyr Baranowśkyj, był proboszczem we wsi rodzinnej. Podobnie jak brat Roman został absolwentem gimnazjum ukraińskiego w Stanisławowie.
W latach 1926–1930 więziony przez władze polskie, od 1930 na emigracji. W latach 1933–1939 przewodniczący Centralnego Związku Ukraińskiego Studenctwa (CESUS).
Był członkiem Prowodu Ukraińskich Nacjonalistów odpowiedzialnym za łączność z krajem, od 1933 sekretarz Prowodu. Po rozłamie we frakcji Melnyka.
Został zabity we Lwowie, prawdopodobnie przez rywali z frakcji banderowskiej.